# Фадеевски
Фаддеевски (на руски: Фаддеевский) е полуостров на остров Котелни в Източносибирско море, принадлежащ териториално на Якутия, Русия. Площ – 3300 km².
Отделен е от остров Нов Сибир чрез Благовещенския пролив.

## Топографски карти
- Лист от карта T-54-XXXIV,XXXV,XXXVI м. Бережных. Мащаб: 1 : 200 000. Състояние на местността към 1973 год. Издание 1989 г.
- Лист от карта S-54-III,IV о. Скрытый. Мащаб: 1 : 200 000. Състояние на местността към 1973 год. Издание 1989 г.
- Лист от карта S-54-V,VI м. Нерпичий. Мащаб: 1 : 200 000. Състояние на местността към 1981 год. Издание 1989 г.
- Лист от карта S-55-I,II м. Благовещенский. Мащаб: 1 : 200 000. Състояние на местността към 1981 год. Издание 1989 г.
- Лист от карта S-54-XI,XII полярная ст. Земля Бунге. Мащаб: 1 : 200 000. Състояние на местността към 1973-1981 год. Издание 1989 г.
- Лист от карта S-55-VII,VIII м. Песцовый. Мащаб: 1 : 200 000. Състояние на местността към 1981 год. Издание 1989 г.